# Cadre-71/2-Weltmeisterschaft 2000

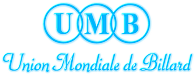
Logo UMB (ausrichtender Verband)

Veranstaltungsort: Albert

Die Cadre-71/2-Weltmeisterschaft 2000 war die 22. Cadre-71/2-Weltmeisterschaft. Das Turnier fand vom 2. bis zum 5. März 2000 in Albert im Département Somme statt. Es war die achte Cadre-71/2-Weltmeisterschaft in Frankreich.

## Geschichte
Den Sieg bei dieser vielleicht letzten Cadre 71/2 Weltmeisterschaft holte sich ungeschlagen der Belgier Frédéric Caudron. Durch das neue Spielsystem hatte jeder Teilnehmer mindestens fünf Partien zu absolvieren, was den Spielern zugutekam. Es war aber auch möglich mit wenig gewonnenen Partien sich weit vorne zu platzieren. So kam der Deutsche Thomas Nockemann mit nur zwei Siegen auf Platz vier. Die beiden restlichen Medaillen bekamen der Franzose Luis Edelin und der Spanier Rafael Garcia. Der neuntplatzierte Österreicher Michael Hikl spielte mit 48,50 den besten Durchschnitt aller Teilnehmer.

## Turniermodus
Es wurden vier Vorrundengruppen im Round Robin System bis 250 Punkte gespielt. Die beiden Gruppenbesten qualifizierten sich für die zweite Gruppenphase. In dieser spielten die beiden Gruppenbesten das Hafinale. Alle Plätze wurden ausgespielt. Bei MP-Gleichstand wird zählt der direkte Vergleich. Fällt dieser Unentschieden aus wird in folgender Reihenfolge gewertet:
1. MP = Matchpunkte
2. GD = Generaldurchschnitt
3. HS = Höchstserie

## Vorrundentabellen
| MP    | Match Points (Sieger = 2; Unentschieden = 1; Verlierer = 0) |
| Pkte. | Erzielte Karambolagen                                       |
| Aufn. | Benötigte Versuche                                          |
| GD    | Generaldurchschnitt                                         |
| BED   | Bester Einzeldurchschnitt eines Spielers                    |
| HS    | Höchstserie                                                 |
|       | Bester GD des Turniers                                      |
|       | Bester ED des Turniers                                      |
|       | Beste HS des Turniers                                       |
|       | 1. Platz (Gold)                                             |
|       | 2. Platz (Silber)                                           |
|       | 3. Platz (Bronze)                                           |

| Platz                      | Name             | MP  | Pkte. | Aufn. | GD    | BED   | HS  |
| -------------------------- | ---------------- | --- | ----- | ----- | ----- | ----- | --- |
| 1                          | Frédéric Caudron | 6:0 | 750   | 14    | 53,57 | 62,50 | 170 |
| 2                          | Fabian Blondeel  | 3:3 | 741   | 18    | 41,66 | 41,66 | 159 |
| 3                          | Michael Hikl     | 3:3 | 664   | 17    | 39,05 | 41,66 | 169 |
| 4                          | Alain Rémond     | 0:6 | 443   | 17    | 26,05 | –     | 143 |
| Gruppendurchschnitt: 37,65 |                  |     |       |       |       |       |     |

| Platz                      | Name              | MP  | Pkte. | Aufn. | GD    | BED   | HS  |
| -------------------------- | ----------------- | --- | ----- | ----- | ----- | ----- | --- |
| 1                          | Arnim Kahofer     | 6:0 | 750   | 31    | 24,19 | 31,25 | 129 |
| 2                          | Thomas Nockemann  | 2:4 | 603   | 33    | 18,27 | 19,23 | 84  |
| 3                          | Michael Mikkelsen | 2:4 | 701   | 53    | 13,22 | 20,83 | 134 |
| 4                          | Tadashi Machida   | 2:4 | 566   | 53    | 10,67 | 8,62  | 58  |
| Gruppendurchschnitt: 15,41 |                   |     |       |       |       |       |     |

| Platz                      | Name            | MP  | Pkte. | Aufn. | GD    | BED   | HS  |
| -------------------------- | --------------- | --- | ----- | ----- | ----- | ----- | --- |
| 1                          | Patrick Dupont  | 6:0 | 750   | 24    | 31,25 | 50,00 | 181 |
| 2                          | Rafael Garcia   | 3:3 | 583   | 24    | 24,29 | 35,71 | 84  |
| 3                          | Dave Christiani | 3:3 | 708   | 39    | 18,15 | 25,00 | 123 |
| 4                          | Keisuke Imamura | 0:6 | 346   | 29    | 11,93 | –     | 53  |
| Gruppendurchschnitt: 20,57 |                 |     |       |       |       |       |     |

| Platz                      | Name               | MP  | Pkte. | Aufn. | GD    | BED    | HS  |
| -------------------------- | ------------------ | --- | ----- | ----- | ----- | ------ | --- |
| 1                          | Louis Edelin       | 6:0 | 750   | 19    | 39,47 | 125,00 | 231 |
| 2                          | Patrick Niessen    | 3:3 | 686   | 15    | 45,73 | 62,50  | 202 |
| 3                          | Ad Klijn           | 2:4 | 370   | 11    | 33,63 | 50,00  | 132 |
| 4                          | Francisco Fortiana | 1:5 | 554   | 23    | 24,08 | 41,66  | 98  |
| Gruppendurchschnitt: 34,70 |                    |     |       |       |       |        |     |

| Platz                     | Name               | MP  | Pkte. | Aufn. | GD     | BED    | HS  |
| ------------------------- | ------------------ | --- | ----- | ----- | ------ | ------ | --- |
| Spiele um Platz 9 bis 12  |                    |     |       |       |        |        |     |
| -                         | Michael Hikl       | 2:0 | 250   | 5     | 50,00  | 50,00  | 204 |
| -                         | Ad Klijn           | 0:2 | 178   | 5     | 35,60  | –      | 74  |
|                           |                    |     |       |       |        |        |     |
| -                         | Dave Christiani    | 2:0 | 250   | 7     | 35,71  | 35,71  | 150 |
| -                         | Michael Mikkelsen  | 0:2 | 82    | 7     | 11,71  | –      | 37  |
|                           |                    |     |       |       |        |        |     |
| -                         | Michael Hikl       | 2:0 | 250   | 2     | 125,00 | 125,00 | 184 |
| -                         | Dave Christiani    | 0:2 | 105   | 2     | 52,50  | –      | 85  |
|                           |                    |     |       |       |        |        |     |
| -                         | Michael Mikkelsen  | 2:0 | 250   | 14    | 17,85  | 17,85  | 132 |
| -                         | Ad Klijn           | 0:2 | 171   | 14    | 12,21  | –      | 88  |
| Spiele um Platz 13 bis 16 |                    |     |       |       |        |        |     |
| -                         | Tadashi Machida    | 2:0 | 250   | 19    | 13,15  | 13,15  | 55  |
| -                         | Keisuke Imamura    | 0:2 | 153   | 19    | 8,05   | –      | 39  |
|                           |                    |     |       |       |        |        |     |
| -                         | Francisco Fortiana | 2:0 | 250   | 7     | 35,71  | 35,71  | 88  |
| -                         | Alain Rémond       | 0:2 | 181   | 7     | 25,85  | –      | 65  |
|                           |                    |     |       |       |        |        |     |
| -                         | Alain Rémond       | 2:0 | 250   | 17    | 14,70  | 14,70  | 92  |
| -                         | Keisuke Imamura    | 0:2 | 81    | 17    | 4,76   | –      | 24  |
|                           |                    |     |       |       |        |        |     |
| -                         | Tadashi Machida    | 2:0 | 250   | 20    | 12,50  | 12,50  | 37  |
| -                         | Francisco Fortiana | 0:2 | 208   | 20    | 10,40  | –      | 64  |

## Zwischenrundentabellen
| Platz                      | Name             | MP  | Pkte. | Aufn. | GD    | BED   | HS  |
| -------------------------- | ---------------- | --- | ----- | ----- | ----- | ----- | --- |
| 1                          | Frédéric Caudron | 6:0 | 750   | 20    | 37,50 | 62,50 | 177 |
| 2                          | Thomas Nockemann | 2:4 | 468   | 12    | 39,00 | 50,00 | 145 |
| 3                          | Patrick Niessen  | 2:4 | 549   | 17    | 32,29 | 83,33 | 199 |
| 4                          | Patrick Dupont   | 2:4 | 493   | 23    | 21,43 | 31,25 | 99  |
| Gruppendurchschnitt: 31,38 |                  |     |       |       |       |       |     |

| Platz                      | Name            | MP  | Pkte. | Aufn. | GD    | BED   | HS  |
| -------------------------- | --------------- | --- | ----- | ----- | ----- | ----- | --- |
| 1                          | Louis Edelin    | 4:2 | 679   | 14    | 48,50 | 83,33 | 159 |
| 2                          | Rafael Garcia   | 4:2 | 512   | 16    | 32,00 | 50,50 | 160 |
| 3                          | Arnim Kahofer   | 2:4 | 495   | 13    | 38,07 | 83,33 | 138 |
| 4                          | Fabian Blondeel | 2:4 | 670   | 17    | 39,41 | 41,66 | 123 |
| Gruppendurchschnitt: 39,26 |                 |     |       |       |       |       |     |

| Platz            | Name             | MP  | Pkte. | Aufn. | GD     | BED    | HS  |
| ---------------- | ---------------- | --- | ----- | ----- | ------ | ------ | --- |
| Spiel um Platz 7 |                  |     |       |       |        |        |     |
| 7                | Fabian Blondeel  | 2:0 | 250   | 2     | 125,00 | 125,00 | 151 |
| 8                | Patrick Dupont   | 0:2 | 74    | 2     | 37,00  | –      | 39  |
| Spiel um Platz 5 |                  |     |       |       |        |        |     |
| 5                | Patrick Niessen  | 2:0 | 250   | 6     | 41,66  | 41,66  | 151 |
| 6                | Arnim Kahofer    | 0:2 | 196   | 6     | 32,66  | –      | 91  |
| Halbfinale 1     |                  |     |       |       |        |        |     |
| -                | Frédéric Caudron | 2:0 | 250   | 5     | 50,00  | 50,00  | 82  |
| -                | Rafael Garcia    | 0:2 | 102   | 5     | 20,40  | –      | 84  |
| Halbfinale 2     |                  |     |       |       |        |        |     |
| -                | Louis Edelin     | 2:0 | 250   | 5     | 50,00  | 50,00  | 192 |
| -                | Thomas Nockemann | 0:2 | 155   | 5     | 31,00  | –      | 84  |
| Spiel um Platz 3 |                  |     |       |       |        |        |     |
| 3                | Rafael Garcia    | 2:0 | 250   | 2     | 125,00 | 125,00 | 189 |
| 4                | Thomas Nockemann | 0:2 | 76    | 2     | 38,00  | –      | 76  |
| Finale           |                  |     |       |       |        |        |     |
| 1                | Frédéric Caudron | 2:0 | 250   | 3     | 83,33  | 83,33  | 111 |
| 2                | Louis Edelin     | 0:2 | 56    | 3     | 18,66  | –      | 28  |

## Abschlusstabelle
| Platz                      | Name               | Spiele | MP   | Pkte. | Aufn. | GD    | BED    | HS  |
| -------------------------- | ------------------ | ------ | ---- | ----- | ----- | ----- | ------ | --- |
| 1                          | Frédéric Caudron   | 8      | 16:0 | 2000  | 42    | 47,61 | 83,33  | 177 |
| 2                          | Louis Edelin       | 8      | 12:4 | 1735  | 41    | 42,31 | 125,00 | 231 |
| 3                          | Rafael Garcia      | 8      | 9:7  | 1447  | 47    | 30,78 | 125,00 | 189 |
| 4                          | Thomas Nockemann   | 8      | 4:12 | 1302  | 52    | 25,03 | 50,00  | 145 |
| 5                          | Patrick Niessen    | 7      | 7:7  | 1485  | 38    | 39,07 | 83,33  | 202 |
| 6                          | Arnim Kahofer      | 7      | 8:6  | 1441  | 50    | 28,82 | 83,33  | 138 |
| 7                          | Fabian Blondeel    | 7      | 7:7  | 1661  | 37    | 44,89 | 125,00 | 159 |
| 8                          | Patrick Dupont     | 7      | 8:6  | 1317  | 49    | 26,87 | 50,00  | 181 |
| 9                          | Michael Hikl       | 5      | 7:3  | 1164  | 24    | 48,50 | 125,00 | 204 |
| 10                         | Dave Christiani    | 5      | 5:5  | 1063  | 48    | 22,14 | 35,71  | 150 |
| 11                         | Michael Mikkelsen  | 5      | 4:6  | 1033  | 74    | 13,95 | 20,83  | 134 |
| 12                         | Ad Klijn           | 5      | 2:8  | 719   | 30    | 23,96 | 50,00  | 132 |
| 13                         | Tadashi Machida    | 5      | 6:4  | 1066  | 92    | 11,58 | 13,15  | 58  |
| 14                         | Francisco Fortiana | 5      | 3:7  | 1012  | 50    | 20,24 | 41,66  | 98  |
| 15                         | Alain Rémond       | 5      | 2:8  | 874   | 41    | 21,31 | 14,70  | 143 |
| 16                         | Keisuke Imamura    | 5      | 0:10 | 580   | 65    | 8,92  | –      | 53  |
| Turnierdurchschnitt: 25,51 |                    |        |      |       |       |       |        |     |